# 南京城北铁路环线
南京城北铁路环线是中国南京经济技术开发区内的一条货运铁路。线路由栖霞山北站至兴卫村站，中途连接南京城北工业区的各大企业；支线连接新生圩港。线路主线长16.9千米，支线长4.4千米，由南京市地方铁路总公司负责运营，是江苏省第一条地方铁路。

## 路线数据
- 路线長度：25 km
- 轨距：1435mm（标准轨距）
- 站数：5（包括起点和终点）
- 複線區間：无（全線单線鐵路）
- 电气化區間：无
- 安全装置： ATS

## 历史
1980年代末，由于南京城北工业区（现南京经济技术开发区）20余家企业的业务持续扩张，企业专用线的货运量增大，导致其车辆区送长时间占用本已繁忙的沪宁铁路。为此，南京市人民政府、原南京铁路分局和南京港务局决定投资建设城北工业环线，该项目于1988年1月正式立项。工程分两期进行，一期建设环线正线，长16.9千米，投资5700万元人民币，于1988年10月开工，由铁道部第五、第十四、第十六工程局、上海铁路局第二工程公司、南京铁路分局第一工程公司负责施工。一期工程于1990年12月29日建成通车。
二期工程从丁家庄站出岔，连接长江南岸的新生圩港，造价6000万元人民币，主要由南京市港务局投资。线路于1995年9月开工，于1996年9月28日建成通车。
2004年，为满足中石化金陵分公司运输服务需求，环线新设立观音村站。
2016年位于城北环线上的尧化门站开工建设。2018年3月30日投入使用，由上海局集团南京东直属站管理。在尧化门站施工期间，地方铁路对观音村站进行信号楼改造以符合国铁标准。同时改造完成后，尧化门至兴卫村站区间更名尧兴线。

## 车站列表
- 车站皆位于南京市栖霞区。

| 站名     | 站間距離（公里） | 營業距離（公里） | 车站年级 | 车站类型 | 连接路线 |          |
| -------- | ---------------- | ---------------- | -------- | -------- | -------- | -------- |
| 站名     | 站間距離（公里） | 營業距離（公里） | 车站年级 | 车站类型 | 连接路线 | 丁家庄站 |
| 尧化门站 |                  |                  |          |          |          |          |
| 观音村站 |                  |                  |          |          |          |          |